# Huldreslaat
Huldreslaat is een compositie van Agathe Backer-Grøndahl. Agathe Backer-Grøndahl heeft het werkje vaak zelf uitgevoerd vanaf 19 februari 1887. Het verscheen in drukvorm als bijlage bij het blad Nordiske Musiktidende van januari 1887 en bleef waarschijnlijk daarom zonder opusnummer. De drukkerij was de vaste uitgever van de componiste destijds: Warmuth Musikforlag. Ze gaf uiteindelijk zeventig werken met opusnummer uit. 
Huldreslaat is volgens een studie naar ander werk van deze componiste een muzikale weergave van het temmen van Huldra. Deze bosnimf zou mannen verleiden en is alleen (seksueel) tot rust te brengen als er aan haar koeienstaart wordt getrokken. 
Het werkje heeft een verpozend salonesk karakter. Het opent Molto Allegro met een huppelend lichtvoetig dansend ('leggiero') thema in 4/4 maat in a mineur, gevolgd door een variant in a majeur, die zich ontwikkelt tot een fortissimo climax. Na de climax gaat het tempo nog wat omhoog maar sterft het stuk ondertussen snel uit met zachter en hoge korter wordende motiefjes. Opvallend gedurende het hele werkje zijn de begeleidende bassen die veelvuldig in kwinten maataccenten poneren. Het werkje leunt verder voornamelijk op de techniek/virtuositeit van de pianist die het ten gehore wil brengen. 